# Patryk Klimala
Patryk Klimala (Świdnica, 5 agosto 1998) è un calciatore polacco, attaccante del Sydney FC in prestito dallo Śląsk Breslavia.
Viene soprannominato The Devil (Il Diavolo).

## Caratteristiche tecniche
È un centravanti che è stato spesso descritto come l'erede del connazionale Robert Lewandowski.

## Carriera

### Club
Ha esordito in Ekstraklasa il 25 settembre 2016 disputando con il Jagiellonia l'incontro perso 2-1 contro il Korona Kielce. Durante la stagione subentra ad altri due match in corso (contro il Lech Poznań e l'Arka Gdynia), mentre contro il Piast Gliwice gioca la sua prima partita da titolare. Il suo debutto nelle competizioni UEFA avviene il 27 luglio 2018 contro i portoghesi del Rio Ave.
Il 14 gennaio 2020 firma un contratto da quattro anni e mezzo col Celtic Glasgow.
Il 22 aprile 2021 viene acquistato dai New York Red Bulls, con cui firma un quadriennale.

### Nazionale
Ha giocato nelle nazionali giovanili polacche Under-19, Under-20 ed Under-21.

## Palmarès

### Club

#### Competizioni nazionali
- Campionato scozzese: 1

Celtic: 2019-2020
- Coppa di Scozia: 1

Celtic: 2019-2020